# Poche des eaux
Vous pouvez aider à l'améliorer ou bien discuter des problèmes sur sa page de discussion.
- Il ne cite pas suffisamment ses sources. Vous pouvez indiquer les passages à sourcer avec {{référence nécessaire}} ou {{Référence souhaitée}}, et inclure les références utiles en les liant aux notes de bas de page. (Marqué depuis juillet 2025)
- Son texte doit être wikifié : il ne correspond pas à la mise en forme Wikipédia (style, typographie, liens internes, liens entre les wikis, etc.). (Marqué depuis juillet 2025)

- Archive Wikiwix
- Bing
- Cairn
- DuckDuckGo
- E. Universalis
- Gallica
- Google
- G. Books
- G. News
- G. Scholar
- Persée
- Qwant
- (zh) Baidu
- (ru) Yandex
- (wd) trouver des œuvres sur Wikidata

En obstétrique, le terme poche des eaux désigne la partie des membranes ovulaires (amnios et chorion) qui contient le liquide amniotique dans lequel baigne l'embryon puis le fœtus jusqu'à l'accouchement. La poche des eaux est directement accessible au toucher vaginal. Ses membranes sont fines et transparentes mais  résistantes. La membrane intérieure, l’amnios, contient le liquide amniotique et le fœtus. La membrane extérieure, le chorion, contient l’amnios et fait partie du placenta.  
La forme plus ou moins aplatie ou saillante de la poche des eaux est un indicateur de pronostic de l’accouchement. Plus la poche des eaux est plate (c'est-à-dire difficile à percevoir par l'examinateur), meilleur est le pronostic de l’accouchement : cela indique une bonne accommodation entre la présentation fœtale et le bassin maternel.
L'intégrité de la poche des eaux au cours de l’accouchement normal est un élément important pour réduire les infections néo-natales. En effet la rupture de la poche des eaux avant l'apparition des contractions est appelée rupture prématurée des membranes. Le risque infectieux augmente de façon statistique dès que le délai depuis la rupture de la poche des eaux dépasse 12 heures. Il est aussi conseillé de limiter les touchers vaginaux après la rupture de la poche des eaux toujours à cause du risque infectieux. 
La rupture artificielle de la poche des eaux, ou amniotomie, est un des traitements de la dystocie de démarrage ou de la dystocie cervicale. La rupture artificielle de la poche des eaux est aussi utilisée pour le déclenchement de l'accouchement par production de prostaglandines. La rupture artificielle de la poche des eaux est un geste simple effectué avec un instrument comportant une pointe désigné parfois sous le nom d'amniotome. Le risque immédiat de la rupture est la procidence du cordon. Ce risque est diminué si la présentation fœtale est fixée ou si une personne appuie sur le fond utérin pour fixer manuellement la présentation.

## Le liquide amniotique
Le liquide amniotique est l'environnement liquide saturé d'eau qui entoure et protège le fœtus dans la cavité amniotique pendant sa croissance. Il lui permet de se mouvoir librement sans que la paroi de l'utérus soit trop serrée contre son corps. Il a ainsi de quoi s'ébattre.
La cavité amniotique grandit et commence à se remplir, surtout d'eau, environ deux semaines d'après la fécondation. Après 10 semaines le liquide contient des protéines, des hydrates de carbone, des lipides et des phospholipides, de l'urée et des électrolytes, toutes choses qui aident le fœtus dans sa croissance. La plus grande partie du liquide amniotique vient de l'urine du fœtus. Au cours du deuxième trimestre le fœtus peut inhaler de l'eau, ce qui permet aux poumons et au tractus gastro-intestinal de croître et de se développer normalement.
Les premières eaux sont libérées quand les membranes se rompent, ce qu'on appelle communément « perte des eaux » ou rupture spontanée des membranes,.

## Les complications liées au liquide amniotique
Une insuffisance de liquide amniotique (oligoamnios) ou un excès (hydramnios) peut être une cause ou un indicateur de problèmes pour la mère et le bébé. Dans les deux cas pourtant, la majorité des grossesses se déroule de façon normale et le bébé naît en bonne santé. L’hydramnios est un facteur de risque qui prédispose à la procidence du cordon. L’hydramnios est associé à l'atrésie de l'œsophage. Le liquide amniotique est essentiellement produit par la mère jusqu'à la seizième semaine de grossesse.
La rupture avant terme prématurée de membranes (PPROM) est un cas où le sac amniotique laisse s'écouler du liquide avant 38 semaines de grossesse. Elle peut être causée par une infection bactérienne ou par un défaut dans la structure du sac amniotique, l'utérus, ou le col de l’utérus. Il arrive que la fuite guérisse spontanément, mais dans la plupart des cas de PPROM, le travail commence au cours des 48 heures qui suivent la rupture de la membrane. Quand cela se produit, il est nécessaire que la mère reçoive un traitement pour éviter une infection possible du nouveau-né.
Une complication obstétricale, rare mais souvent fatale, est l'embolie amniotique, qui provoque une coagulation intravasculaire disséminée.

## Grossesses multiples
Dans le cas de grossesses multiples les fœtus partagent quelquefois l'amnios et le chorion. On parle de grossesse monoamniotique quand chaque embryon ou fœtus provenant d'un seul zygote (jumeaux monozygotes, appelés communément vrais jumeaux) se trouvent dans le même amnios qui est lui-même à l'intérieur d'un seul chorion (monochorionique). La grossesse diamniotique consiste en ce qu'il y a plus d'un amnios à l'intérieur d'un chorion ou que chaque fœtus a son propre chorion (dichorionique). Dans le cas de jumeaux dizygotes (faux jumeaux) chacun possède son propre amnios et son propre chorion et ils peuvent ou non partager un même placenta.
Le fait de partager le même amnios (et parfois le même placenta) peut causer des complications dans la grossesse. Par exemple, les cordons ombilicaux de jumeaux monoamniotiques peuvent s'emmêler, ce qui réduit ou en interrompt l'alimentation sanguine des fœtus pendant leur développement. Les jumeaux monochorionique, qui partagent le même placenta, partagent d'habitude aussi l'alimentation sanguine du placenta. Dans des cas assez rares, le sang ne passe pas dans la même proportion d'un jumeau à l'autre par les vaisseaux sanguins communiquant à l'intérieur de leur placenta commun, ce qui provoque le syndrome transfuseur-transfusé.